# Microphysogobio elongatus
Microphysogobio elongatus är en fiskart som först beskrevs av Yao och Yang, 1977.  Microphysogobio elongatus ingår i släktet Microphysogobio och familjen karpfiskar. Inga underarter finns listade i Catalogue of Life.